# Grimsay
För andra betydelser, se Grimsay (olika betydelser).
Grimsay är en ö i Storbritannien.   Den ligger i kommunen Yttre Hebriderna och riksdelen Skottland, i den nordvästra delen av landet, 800 km nordväst om huvudstaden London. Arean är 8,3 kvadratkilometer. 
Antalet invånare är ungefär 169 personer (2013). 